# تنشو: راث أوف هيفن
تنشو: راث أوف هافن، (بالإنجليزية: Tenchu: Wrath of Heaven)‏، وتسمى في النسخة اليابانية تنشو 3 (بالإنجليزية:Tenchu 3) ، وهي لعبة فيديو من نوع تسلل وأكشن، أنتجها سنة 2003م، وتعمل على أنظمة بلاي ستيشن 2 وبلاي ستيشن بورتيبل وإكس بوكس.

## مصدر
1. ↑  Spencer (27 يوليو 2009). "Tenchu: Wrath of Heaven Portable "Enhanced" With Bears". Siliconera.com. مؤرشف من الأصل في 2011-08-07. اطلع عليه بتاريخ 2009-07-27.

## وصلات خارجية
- Tenchu: Wrath of Heaven على موبي غيمز
- Tenchu: Return from Darkness على موبي غيمز